# Монеты евро Финляндии
Финские монеты евро — современные денежные знаки Финляндии. Евро был введён в наличное обращение в стране в 2002 году, заменив собой национальную валюту — финляндскую марку.
На национальной стороне каждой монеты указывается год выпуска и информация о монетном дворе. Все монеты чеканятся на Финском монетном дворе.
Знаки на монетах:
- 2002 — 2006 гг. — буква M — обозначение директора Финского монетного двора — Raimo Makkonen.
- 2007 — …  — по рекомендации ЕС, с 2007 года на финских монетах чеканится знак Монетного двора. Для монет регулярной чеканки указывается страна (буквы FI).

## Дизайн национальной стороны
| 1 Евроцент                                                                                         | 2 Евроцента            | 5 Евроцентов     |
| -------------------------------------------------------------------------------------------------- | ---------------------- | ---------------- |
| |                        |                  |
| На всех центовых монетах Финляндии изображен геральдический лев — герб Финляндии                   |                        |                  |
| 10 Евроцентов                                                                                      | 20 Евроцентов          | 50 Евроцентов    |
| |                        |                  |
| На всех центовых монетах Финляндии изображен геральдический лев — герб Финляндии                   |                        |                  |
| 1 Евро                                                                                             | 2 Евро                 | Гурт монеты в €2 |
| |                        | (Финляндия)      |
| Два лебедя, летящие на фоне финского пейзажа. Лебедь-кликун является национальной птицей Финляндии | Ягоды и листья морошки |                  |

## Тираж
| Номинал                                                                                      | €0,01     | €0,02      | €0,05       | €0,10       | €0,20       | €0,50      | €1,00      | €2,00      |
| -------------------------------------------------------------------------------------------- | --------- | ---------- | ----------- | ----------- | ----------- | ---------- | ---------- | ---------- |
| 1999                                                                                         | 8 100 000 | 1 785 000  | 63 380 000  | 133 520 000 | 42 350 000  | 20 696 000 | 16 210 000 | 16 090 000 |
| 2000                                                                                         | 7 600 000 | 13 937 000 | 56 660 000  | 167 449 000 | 500 000     | 67 097 000 | 36 639 000 | 8 680 000  |
| 2001                                                                                         | 500 000   | 500 000    | 213 756 000 | 14 730 000  | 121 763 000 | 4 432 000  | 13 862 000 | 29 132 000 |
| 2002                                                                                         | 659 000   | 659 000    | 101 824 000 | 1 499 000   | 100 759 000 | 1 147 000  | 14 114 000 | 1 386 000  |
| 2003                                                                                         | 6 790 000 | 6 790 000  | 790 000     | 790 000     | 790 000     | 790 000    | 790 000    | 9 080 000  |
| 2004                                                                                         | 9 690 000 | 8 024 000  | 629 000     | 629 000     | 629 000     | 629 000    | 5 529 000  | 9 029 000  |
| 2005                                                                                         | 5 800 000 | 5 800 000  | 800 000     | 800 000     | 800 000     | 4 800 000  | 7 935 000  | 8 800 000  |
| 2006                                                                                         | 4 000 000 | 4 000 000  | 1 000 000   | 1 000 000   | 1 000 000   | 6 850 000  | 1 705 000  | 8 500 000  |
| 2007                                                                                         | 3 000 000 | 3 000 000  | 1 000 000   | 1 000 000   | 1 000 000   | 1 000 000  | 1 000 000  | 5 200 000  |
| 2008                                                                                         | 1 500 000 | 1 500 000  | 1 000 000   | 1 000 000   | 1 000 000   | 8 000 000  | 1 000 000  | 8 300 000  |
| 2009                                                                                         | 1 000 000 | 1 000 000  | 1 000 000   | 1 000 000   | 1 000 000   | 7 000 000  | 1 000 000  | 6 300 000  |
| 2010                                                                                         | 800 000   | 800 000    | 800 000     | 800 000     | 800 000     | 800 000    | 800 000    | 4 000 000  |
| 2011                                                                                         | 800 000   | 800 000    | 800 000     | 800 000     | 8 800 000   | 3 800 000  | 800 000    | 5 200 000  |
| 2012                                                                                         | 800 000   | 800 000    | 800 000     | 10 800 000  | 10 800 000  | 4 800 000  | 800 000    | 3 300 000  |
| 2013                                                                                         | 400 000   | 400 000    | 400 000     | 400 000     | 400 000     | 400 000    | 400 000    | 900 000    |
| 2014                                                                                         | 200 000   | 200 000    | 13 780 000  | 200 000     | 200 000     | 200 000    | 200 000    | 300 000    |
| 2015                                                                                         | 200 000   | 200 000    | 200 000     | 10 200 000  | 10 200 000  | 200 000    | 200 000    | 200 000    |
| 2016                                                                                         | 200 000   | 200 000    | 200 000     | 200 000     | 200 000     | 200 000    | 200 000    | 200 000    |
| 2017                                                                                         | 100 000   | 100 000    | 10 180 000  | 100 000     | 100 000     | 100 000    | 100 000    | 100 000    |
| 2018                                                                                         | 50 000    | 50 000     | 50 000      | 50 000      | 50 000      | 50 000     | 50 000     | 2 050 000  |
| 2019                                                                                         | *         | *          | 7 980 000   | *           | *           | *          | *          | 5 970 000  |
| 2020                                                                                         | 9 570     | 9 570      | 9 570       | 9 570       | 9 570       | 9 570      | 9 570      | 9 570      |
| 2021                                                                                         | 13 600    | 13 600     | 13 600      | 13 600      | 13 600      | 13 600     | 13 600     | 13 600     |
| 2022                                                                                         | 17 452    | 17 452     | 17 452      | 17 452      | 17 452      | 17 452     | 17 452     | 17 452     |
| 2023                                                                                         | 8 500     | 8 500      | 8 500       | 8 500       | 8 500       | 8 500      | 8 500      | 8 500      |
| Выделены те тиражи монет, которые были эмитированы только в качестве чеканки BU и/или Proof. |           |            |             |             |             |            |            |            |

* — В этом году монеты данного номинала не чеканились.

## Использование
Во многом из-за неэффективности производства и приема монет в 1 и 2 евроцента, Финляндия уже с момента введения евро решила изъять эти монеты из общего обращения, чтобы компенсировать расходы, связанные с их приемом. Несмотря на это, монеты достоинством 1 и 2 евроцента являются законным платежным средством и чеканятся для коллекционных наборов.

## Памятные и коллекционные монеты

### Памятные
Как и остальные страны зоны евро, Финляндия чеканит памятные монеты евро. По состоянию на 1 января 2020 года выпущено двадцать шесть таких монет на различную тематику.
| 2004 — Расширение Евросоюза Тираж: 1 000 000                      | 2005 — 60 лет образования ООН, 50 лет членства Финляндии в ООН Тираж: 2 000 000 | 2006 — 100 лет введения в Финляндии полноценного избирательного права Тираж: 2 500 000 |
| 2007 — Монета серии «Римский договор» Тираж: 1 400 000            | 2007 — 90 лет независимости Финляндии Тираж: 2 000 000                          | 2008 — 60 лет Всемирной декларации о правах человека Тираж: 1 500 000                  |
| 2009 — 200 лет автономии Финляндии Тираж: 1 600 000               | 2009 — Монета серии «10 лет введения евро» Тираж: 1 400 000                     | 2010 — 150 лет финской валюте Тираж: 1 600 000                                         |
| 2011 — 200 лет Банку Финляндии Тираж: 1 600 000                   | 2012 — Монета серии «10 лет наличному обращению евро» Тираж: 1 500 000          | 2012 — 150 лет со дня рождения художницы Хелены Шерфбек Тираж: 2 000 000               |
| 2013 — 150 лет сейму 1863 года Тираж: 1 000 000                   | 2013 — 125 лет со дня рождения Ф. Э. Силланпяя Тираж: 1 500 000                 | 2014 — 100 Лет со дня рождения Туве Янссон Тираж: 1 500 000                            |
| 2014 — 100 лет со дня рождения Илмари Тапиоваара Тираж: 1 000 000 | 2015 — 150 лет со дня рождения Яна Сибелиуса Тираж: 1 000 000                   | 2015 — 150 лет со дня рождения Аксели Галлен-Каллела Тираж: 500 000                    |
| 2015 — Монета серии «30 лет флагу Европы» Тираж: 500 000          | 2016 — 90 лет со дня смерти писателя Эйно Лейно Тираж: 1 000 000                | 2016 — 100 лет со дня рождения философа Георга Хенрика фон Вригта Тираж: 1 000 000     |
| 2017 — 100-летие независимости Финляндии Тираж: 2 500 000         | 2017 — Природа Финляндии Тираж: 500 000                                         | 2018 — Финские пейзажи: Коли Тираж: 1 000 000                                          |
| 2018 — Культура финской сауны Тираж: 1 000 000                    | 2019 — 100 лет Конституции Финляндии 1919 года Тираж: 500 000                   |                                                                                        |
| ----------------------------------------------------------------- | ------------------------------------------------------------------------------- | -------------------------------------------------------------------------------------- |

## Дизайнеры
Дизайн монеты достоинством 1 евро разработал скульптор Пертти Мякинен, а монету достоинством 2 евро — дизайнер Раймо Хейно.